# Прогрес МС-06
Прогрес МС-06 (№ 436, за класифікацією НАСА Progress 67 або 67P) — космічний вантажний корабель серії Прогрес, запущений держкорпорацією Роскосмос для доставки вантажів до Міжнародної космічної станції (МКС).

## Запуск
Космічна вантажівка «Прогрес МС-06» запущена 14 червня 2017 року із космодрому Байконур за допомогою ракети-носія Союз-2.1а.

## Вантаж
На борту корабля «Прогрес МС-06» перебуває близько 2,4 тонни вантажів: 620 кг палива для заправки МКС, 47 кг повітря в балонах, 420 літрів води в баках, 351 кг контейнерів з раціонами харчування. Крім стандартних раціонів харчування, космонавтам відправили 15 кг свіжих яблук, аджику, гірчицю, хрін столові та сирокопчені ковбаси. Серед наукової апаратури на борту «Прогресу» знаходяться наносупутники «Танюша-ЮГЗУ», «Сфера-53» і ТНС-0 № 2. Крім того, вантажівка привезла на МКС штанини і рукава для скафандра «Орлан-МК».

## Стиковка і відстиковка
Вантажний космічний корабель «Прогрес МС-06» в автоматичному режимі пристикувався до службового модуля «Зірка» Міжнародної космічної станції (МКС), повідомили ТАСС в Центрі управління польотами (ЦУП). «Стиковка космічного корабля пройшла штатно», — сказали в ЦУПі. Російський космонавт Федір Юрчихін і фахівці Головної оперативної групи управління польотом російського сегмента МКС в Центрі управління польотами (ЦУП) контролювали процес зближення і були готові в разі необхідності взяти керування на себе. 
«Прогрес МС-06» перебувавав у складі МКС до 28 грудня, після чого був затоплений у Тихому океані.